# Dublin (Texas)
Dublin is een plaats (city) in de Amerikaanse staat Texas, en valt bestuurlijk gezien onder Erath County. Het is o.a. bekend als de plaats waar de oudste bottelarij van Dr. Pepper frisdrank stond.

## Demografie
Bij de volkstelling in 2000 werd het aantal inwoners vastgesteld op 3754.
In 2006 is het aantal inwoners door het United States Census Bureau geschat op 3684, een daling van 70 (-1,9%).

## Geografie
Volgens het United States Census Bureau beslaat de plaats een oppervlakte van
8,8 km², geheel bestaande uit land. Dublin ligt op ongeveer 396 m boven zeeniveau.

## Plaatsen in de nabije omgeving
De onderstaande figuur toont nabijgelegen plaatsen in een straal van 32 km rond Dublin.